# 留萌市立緑丘小学校
留萌市立緑丘学校（るもいしりつみどりがおかしょうがっこう）は、北海道留萌市にある公立小学校。

## 概要
- 本校は留萌市市街地西部にあり、市街地西部（千鳥町、元川町、緑丘町、東雲町、バンゴベ、南町の一部）を学区とする。
- 校区内に自衛隊や公務員官舎を抱えるため児童の保護者の大半は自衛隊を含む公務員である。

### クラス編成
2019年現在のクラス編成は7（各学年1、特別支援1）

### 生徒数
- 創立時の生徒数は488人
- ピーク時は1982年の576人（留萌市のドーナツ化現象により市中心部より住民が移動したため）
- 毎年生徒数は減少している。
- 2019年4月現在の生徒数は176人（1年30人、2年29人、3年39人、4年17人、5年36人、6年28人）
- 男子89人、女子87人

## 所在地
- 留萌市千鳥町3丁目22番地

## 沿革
- 1958年（昭和33年）：東光小学校の校区を分割して創立開校
- 1963年（昭和38年）：校歌制定
- 1968年（昭和43年）：開校10周年記念式典挙行
- 1976年（昭和51年）：第二校歌「緑小音頭」（作詞三森健、作曲大崎博史）制定
- 1977年（昭和52年）：スキー部が全国大会初出場
- 1978年（昭和53年）：開校20周年記念式典挙行、運動会を紅白から虹色に変更
- 1979年（昭和54年）：野球部が全道大会初出場
- 1982年（昭和57年）：野球部が全道大会初制覇
- 1983年（昭和58年）：開校25周年記念事業終了
- 1988年（昭和63年）：開校30周年記念式典挙行　開校30周年公開研究大会開催
- 1993年（平成05年）：開校35周年記念式典挙行
- 1998年（平成10年）：開校40周年記念式典挙行
- 2008年（平成20年）：開校50周年記念植樹、記念式典、祝賀会挙行
- 2010年 （平成22年）
  - デジタルテレビ各教室に設置
  - パソコン入替（39台設置）
- 2018年 （平成30年）
  - 新パソコン導入（児童40台　職員22台）
  - 開校60周年記念事業、壁画パネル設置

## 部活動
- 野球部・・・1970年代から80年代にかけて強豪であった。
- スキー部・・・かつては全国大会に出場者を出していたが現在は休部
- 鼓笛隊・・・コンクールには出場していない

## 歴代校長
- 初 　代　街道　重治（S33.4～S36.4）
- 第 2代　菊池　竹雄（S36.5～S41.3）
- 第 3代　岸田　喜雄（S41.4～S49.3）
- 第 4代　竿山　武男（S49.4～S51.3）
- 第 5代　山下　壽徳（S51.4～S55.3）
- 第 6代　渡辺　安一（S55.4～S58.3）
- 第 7代　鎌田　武男（S58.4～S61.3）
- 第 8代　高柴　照明（S61.4～H1.3）
- 第 9代　引地　久夫（H1.4～H4.3）
- 第10代　高橋　鐐治（H4.4～H7.3）
- 第11代　本間　鐡雄（H7.4～H10.3）
- 第12代　二ツ谷　正（H10.4～H12.3）
- 第13代　織田　達史（H12.4～H15.3）
- 第14代　小田島征男（H15.4～H17.3）
- 第15代　畠山　之史（H17.4～H19.3）
- 第16代　運上　和信（H19.4～H21.3）
- 第17代　中村　延広（H21.4～H26.3）
- 第18代　長谷川敏之（H26.4～H28.3）
- 第19代　前田　郁美（H28.4～H30.3）
- 第20代　前田　　雄（H30.4～H31.3）
- 第21代　安田　善見（H31.4～）

## アクセス
- JR留萌駅から、約1.7km
- 沿岸バス市内循環線で、「自衛隊正門前」より徒歩1分（40m）。
- 留萌市中心部（錦町4丁目）から約3km。
- 深川留萌自動車道・留萌インターチェンジから、車で約4km・約20分。

## 周辺
- 陸上自衛隊留萌駐屯地
- 留萌市営プール
- 留萌市立留萌中学校
- 北海道立留萌高等学校

## 参考資料
- 留萌市史